# Nivaldo Filho
Nivaldo Filho (Nivaldo Batista Vieira Filho; * 22. August 1960) ist ein ehemaliger brasilianischer Marathonläufer.
1989 wurde er Dritter beim München-Marathon, siegte beim Hamburg-Marathon und wurde Siebter beim New-York-City-Marathon. Im Jahr darauf wurde er Achter beim Frühlingsmarathon Wien, Fünfter in Hamburg und gewann die Premiere des Regensburg-Marathons sowie den Romacapitale Marathon mit seiner persönlichen Bestzeit von 2:10:42 h. Einem zehnten Platz beim Rotterdam-Marathon 1991 folgte 1993 ein vierter Platz beim California International Marathon.
| Personendaten    | Personendaten                  |
| ---------------- | ------------------------------ |
| NAME             | Filho, Nivaldo                 |
| ALTERNATIVNAMEN  | Filho, Nivaldo Batista Vieira  |
| KURZBESCHREIBUNG | brasilianischer Marathonläufer |
| GEBURTSDATUM     | 22. August 1960                |